# Ястребинский, Евгений Иванович
Евгений Иванович Ястребинский (укр. Євген Іванович Ястребінський; род. 6 марта 1969, Киев) — советский и украинский футболист, футбольный тренер. Выступал на позиции нападающего.

## Биография
Воспитанник киевской СДЮШОР «Смена». На взрослом уровне дебютировал в 1991 году в составе клуба «Уралан», за который сыграл 41 матч и забил 10 голов во второй низшей лиге СССР. После распада СССР продолжил играть за «Уралан» в первой лиге России, где выступал вплоть до 1996 года. В 1997 году вернулся в Украину, где подписал контракт с клубом «Винница». В составе «Винницы» провёл три полноценных сезона и сыграл 91 матч (8 голов) в первой лиге Украины. В начале сезона 2000/01 перешёл в киевскую «Оболонь», выступавшую во второй лиге, и по итогам сезона выиграл с командой группу «Б», таким образом вернувшись в первую лигу. В следующем сезоне в первой лиге «Оболонь» заняла третье место и вышла в высшую лигу Украины. В высшей лиге Ястребинский провёл 4 матча. В сезоне 2003/04 перестал попадать в заявку основной команды и сталь играющим тренером «Оболонь-2». Завершил карьеру после окончания сезона.
С 2010 году работает тренером в ДЮФШ «Динамо» (Киев) им. В. В. Лобановского. Окончил Переяслав-Хмельницкий государственный педагогический университет имени Григория Сковороды.

## Достижения
«Оболонь»
- Победитель второй лиги (группа Б): 2000/2001